# York Harbour
York Harbour is een gemeente (town) in de Canadese provincie Newfoundland en Labrador. De gemeente ligt aan de westkust van het eiland Newfoundland.

## Geografie
York Harbour ligt aan het westelijke uiteinde van de Bay of Islands, een grote baai aan Newfoundlands westkust. Het kijkt uit over Governors Island en ligt net ten zuiden van de gemeente Lark Harbour en het Blow Me Down Provincial Park. York Harbour ligt 35 km ten noordwesten van de stad Corner Brook en wordt doorkruist door Route 450.

## Geschiedenis
In 1972 werd het dorp een gemeente met de status van local government community (LGC). In 1980 werden LGC's op basis van The Municipalities Act als bestuursvorm afgeschaft. De gemeente werd daarop automatisch een community om via een algemene wet in 1996 uiteindelijk een town te worden.
In 2013 liet de provinciale overheid een haalbaarheidsonderzoek voeren naar de eventuele creatie van een fusiegemeente bestaande uit York Harbour en Lark Harbour. De fusie vond echter nooit plaats en York Harbour bleef gewoon als zelfstandige gemeente voortbestaan.

## Demografie
York Harbour kende een decennialange demografische groei die piekte op 416 inwoners in 1996. Sindsdien kende de plaats, net zoals de meeste kleine Newfoundlandse gemeenten, een dalende demografische trend.
| Demografische ontwikkeling van York Harbour tussen 1951 en 2021 |
| --------------------------------------------------------------- |
|                                                                 |
| Bron: Statistics Canada (1991–2001, 2006–2011, 2016–2021)       |